# 香港君悅酒店
香港君悅酒店（英語：Grand Hyatt Hong Kong），為凱悅國際酒店集團的其中一所超五星級酒店，位於香港香港島灣仔港灣道1號，香港會議展覽中心內，鄰近港鐵灣仔站及會展站，於1989年11月21日開幕。現時酒店共有542間客房，大部分房間可俯瞰維多利亞港海景，附近四周商業大廈及購物商場林立。而當中曾入住該酒店的名人不少，例如前國務院總理朱鎔基、前中共中央總書記胡錦濤、前全國政協主席賈慶林、時任國務院副總理李克強、時任俄羅斯總統梅德韦杰夫、前美國總統克林頓等。

## 酒店設施

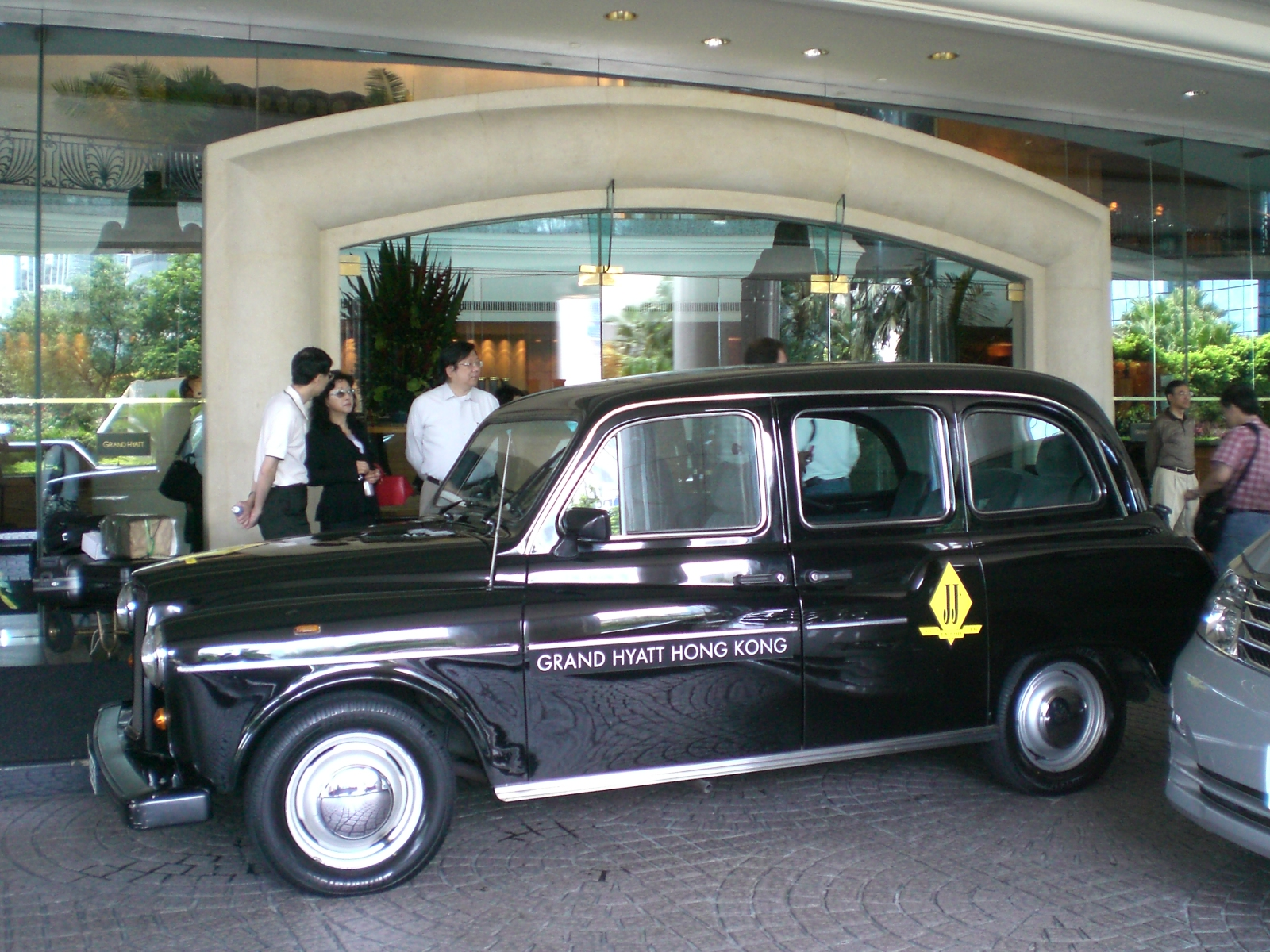
香港君悅酒店入口

酒店設健身室、商務中心、22個會議宴會場地、鲜花店、理髮及美容室。其中宴會大禮堂於2013年完成大型翻新。平台層設游泳池、靜水沁園水療中心、網球場、高爾夫球場、壁球場。

## 餐廳
- 港灣壹號
- Grissini

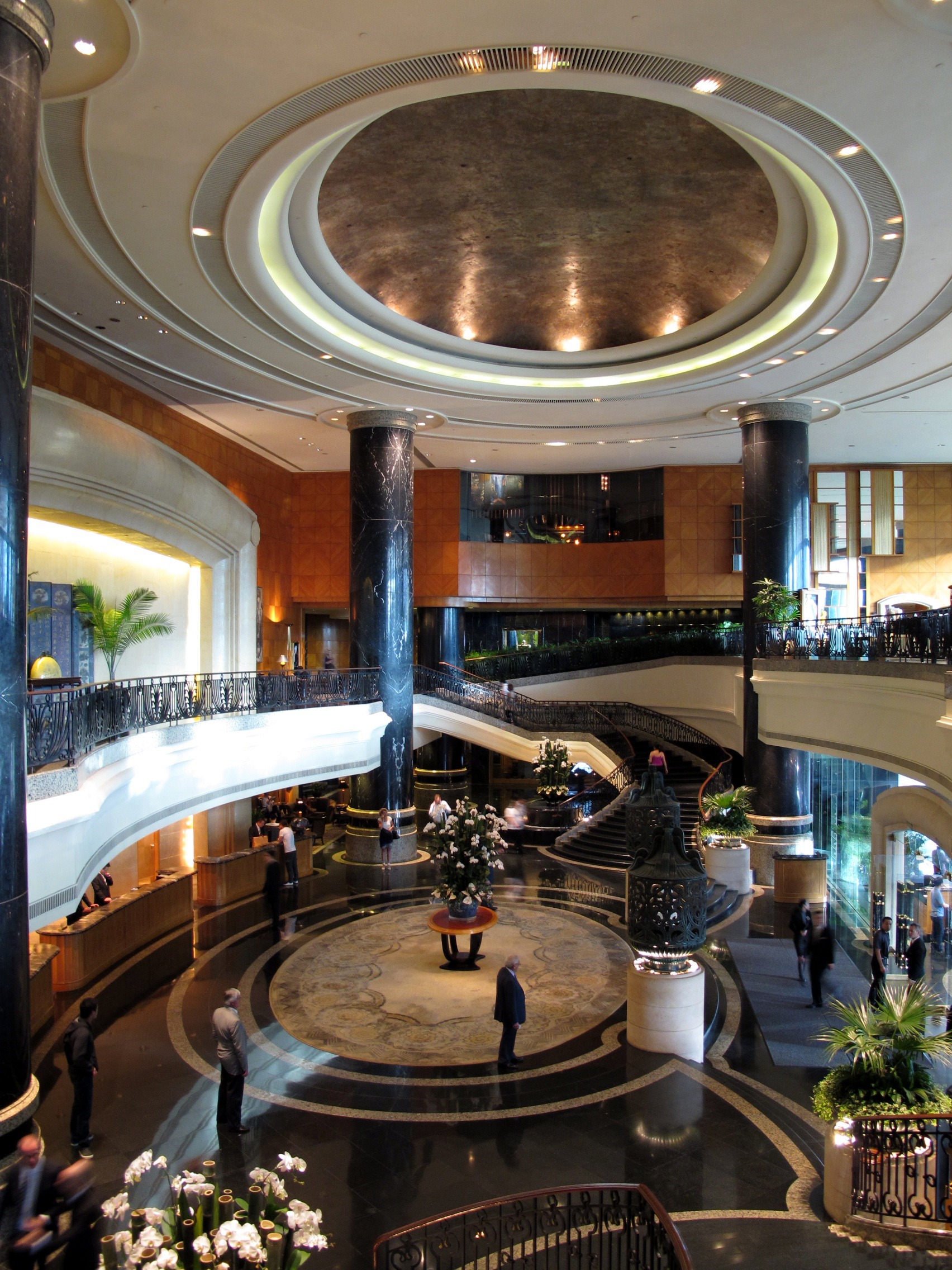
香港君悅酒店大堂

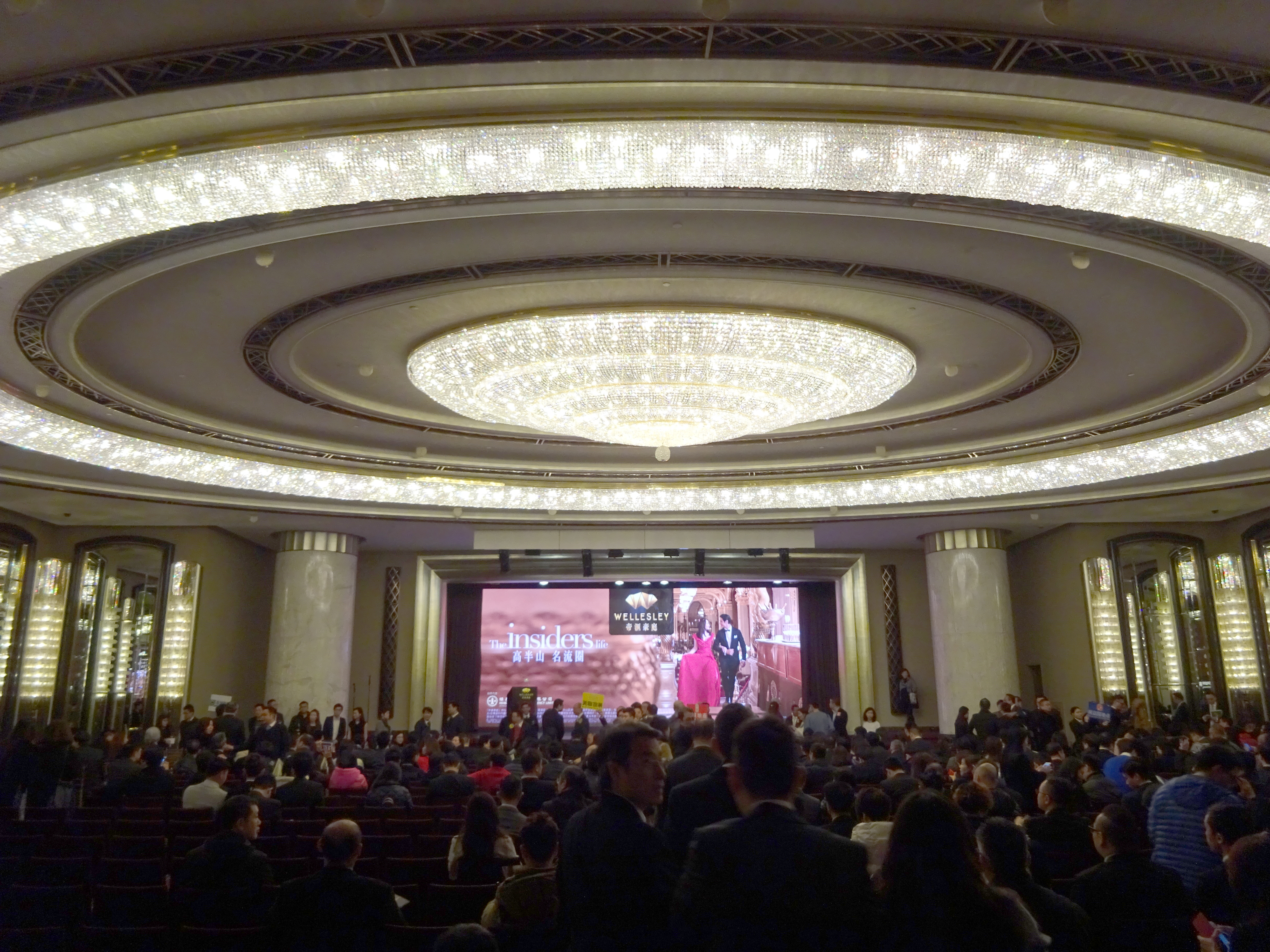
香港君悅酒店宴會大禮堂，為全港其中一個最大的宴會場地，可容納最多950位賓客

- Grand Hyatt Steakhouse
- 鹿悅日本料理
- 茶園
- 君悅酒店咖啡廳
- The Grill
- The Waterfall Bar
- Chocolatier
- 香檳吧
- The Lips

## 翻新工程
自2013年1月起，酒店為客房展開為期3年的翻新工程，到2014年底將可提供超過370間由BARstudio設計的全新客房及套房。

## 改建計劃
新世界在2007年曾計劃將香港君悅酒店的33至36樓進行改建，另再垂直加建7層，建成後樓高43層，並獲屋宇署批出擴建及加建建築圖則，預計2009年完工。不過計劃最終擱置。

## 外部連結
- 香港君悅酒店 （页面存档备份，存于）
- 香港君悅酒店預訂 （页面存档备份，存于）